# 대덕 (원)
대덕(大德, 1297년 2월 ~ 1307년)은 원나라 성종(成宗) 테무르 올제이투 칸의 두번째 연호이다. 10년 10개월 가량 사용하였다. 카이산 쿨룩 칸(무종)이 즉위 후 개원 할 때까지 사용하였다.

## 개원
- 원정(元貞) 3년 2월 27일[1](율리우스력 1297년 3월 21일)에 연호를 대덕(大德)으로 개원함.[2][3][4][5]

- 대덕(大德) 11년 12월 29일[6](율리우스력 1308년 1월 23일)에 연호를 지대(至大)로 정하고, 다음 해 1월 1일[7](율리우스력 1308년 1월 24일)에 개원함.[8][9][10][5]

## 연대 대조표
| 대덕 | 서기(西紀) | 간지(干支) |
| 원년 | 1297년     | 정유(丁酉) |
| 2년  | 1298년     | 무술(戊戌) |
| 3년  | 1299년     | 기해(己亥) |
| 4년  | 1300년     | 경자(庚子) |
| 5년  | 1301년     | 신축(辛丑) |
| 6년  | 1302년     | 임인(壬寅) |
| 7년  | 1303년     | 계묘(癸卯) |
| 8년  | 1304년     | 갑진(甲辰) |
| 9년  | 1305년     | 을사(乙巳) |
| 10년 | 1306년     | 병오(丙午) |
| 대덕 | 서기(西紀) | 간지(干支) |
| 11년 | 1307년     | 정미(丁未) |

## 동시대 연호

### 베트남
- 흥롱(興隆) (1293년 ~ 1314년)

### 일본
- 에이닌(永仁) (1293년 ~ 1299년)
- 쇼안(正安) (1299년 ~ 1302년)
- 겐겐(乾元) (1302년 ~ 1303년)
- 가겐(嘉元) (1303년 ~ 1306년)
- 도쿠지(德治) (1306년 ~ 1308년)

## 같이 보기
- 다른 왕조의 같은 연호
  - 서하(西夏) 대덕(大德, 1135년 ~ 1139년)

- 중국의 연호 목록